# جيري بينغتسون
جيري ريكاردو بينغتسون بودن ((بالإنجليزية: Jerry Bengtson)‏؛ مواليد 8 أبريل 1987 في سانتا روسا دي أغوان) هو لاعب كرة قدم هندوراسي يجيد اللعب كمهاجم لنادي بيروزي الإيراني.

## مسيرته الكروية
لعب جيري بينغتسون خلال مسيرته الاحترافية مع 8 أندية في ستة عشر موسمًا وسجل خلالها 128 هدف ضمن 325 مباراة. ولم يفز بأي موسم بالكأس وفاز في ثلاثة مواسم بالدوري.
خاض جيري بينغتسون مسيرته مع نادي بيدا في موسم 2007–08 ليلعب معه أربعة مواسم، مشاركًا في 81 مباراة سجل خلالها 36 هدفًا. ثم انتقل إلى نادي موتاجوا ‏ في موسم 2010–11 ولمدة موسمين، حيث شارك في 61 مباراة سجل خلالها 28 هدفًا. لينتقل بعدها إلى نادي نيو إنجلاند ريفولوشن في موسم 2012 واستمر معه طيلة ثلاثة مواسم، مشاركًا في 36 مباراة سجل خلالها 4 أهداف. ثم انتقل إلى نادي أتليتيكو بيلغرانو في عامي 2014-2016 ولمدة موسمين، مشاركًا في 15 مباراة سجل خلالها هدفًا واحدًا. هذا وانتقل لاحقًا إلى نادي برسبوليس في موسم 2015–16 لمدة موسم واحد، مشاركًا في 19 مباراة سجل خلالها 7 أهداف. ثم انتقل بعدها إلى نادي ذوب آهن أصفهان في موسم 2016–17 لمدة موسم واحد، مشاركًا في 27 مباراة سجل خلالها 8 أهداف. ليعود وينتقل من جديد، لكن هذه المرة إلى نادي ديبورتيفو سابريسا في موسم 2017–18 لمدة موسم واحد، مشاركًا في 28 مباراة سجل خلالها 8 أهداف أيضًا. لينتقل بعدها إلى نادي ديبورتيفو أوليمبيا في موسم 2018–19 ولمدة موسمين، مشاركًا في 58 مباراة سجل خلالها 36 هدفًا.

## روابط خارجية
- جيري بينغتسون على موقع الاتحاد الدولي (مؤرشف)  (الإنجليزية)
- جيري بينغتسون على موقع الدوري الأمريكي (الإنجليزية)
- جيري بينغتسون على موقع قاعدة بيانات كرة القدم.إي يو (الإنجليزية)
- جيري بينغتسون على موقع ناشيونال فوتبول تيمز (الإنجليزية)
- جيري بينغتسون على موقع Soccerway.com (الإنجليزية)
- جيري بينغتسون على موقع عالم كرة القدم.نت (الإنجليزية)
- جيري بينغتسون على موقع كووورة
- جيري بينغتسون على موقع أوليمبيديا (الإنجليزية)
- جيري بينغتسون على موقع AS.com (الإسبانية)